# Marrismus
Marrismus je ruský jazykovědný směr (20. a 30. léta 20. století), který vytvořil Nikolaj Marr na základě vlastního zkoumání jazykového vývoje. Ten se snažil propojit se společenskými vztahy, s vlivem hospodářství a techniky. Podle Marrovy teorie indoevropské jazyky nevycházejí z jednoho prajazyka, ale vznikaly nezávisle na sobě z lidské potřeby dorozumět se ve společnosti, teprve později začal probíhat proces historického vytváření kmenových, národnostních a národních jazyků. Jazykový vývoj se podle Marra děje podobně jako společenský vývoj prostřednictvím kvalitativních „skoků“ z jedné vývojové fáze do druhé (marxistické pojetí).

## Východiska
Prapočátky marrismu jsou spjaty s koncem významného lingvistického směru, známého jako mladogramatismus. Z něj vycházela na Západě sociologická škola a strukturalismus, na Východě pak jeho zánikem posílila postavení ruská jazykověda.
Přesto je velmi těžké dopátrat se původních kořenů marrismu. Směr „definoval“ a propagoval ve dvacátých a třicátých letech 20. století Nikolaj Jakovlevič Marr. Nové myšlenky postavil na vlastním studiu diachronního jazykového vývoje, což směr de facto spojuje s již zmiňovanou mladogramatickou školou.
Společné prvky lze nalézt i se strukturalismem, ačkoli je zřejmé, že oba prošly odlišným vývojem. Oba směry například pracovaly s otázkou obsahu slova a jeho formy.
Marrismus také dochází k některým shodným závěrům jako marxistické pojetí jazyka, přesto ani zde nemůžeme hledat společná východiska. S marxismem jej spojuje kupříkladu názor (Marr se ho všemožnými způsoby pokoušel i vědecky doložit), že není žádný rozdíl mezi národy a rasami, že všechny národy mají v jádru stejnou historii a že se všechny účastnily tvorby historie svého jazyka v předhistorické době. Jistou paralelu lze vidět také v marxisticky pojatém společenském vývoji, který se děje na základě kvalitativních „skoků“ z jedné vývojové fáze do druhé, a Marrově jazykovém vývoji, jež probíhá obdobným způsobem. Propojením s marxismem získal Marr široké uznání tehdejší ruské společnosti. 
Později bylo ale jeho učení odmítnuto a zcela zavrženo jako chybné a scestné.

## Charakteristika a hlavní představitel

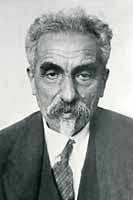
Zakladatel marrismu Nikolaj Marr

Marrova teorie tzv. nové učení o jazyce (nebo také materialistická jazykověda) se za celé své poměrně krátké trvání nedočkala žádné přesné definice. Vinu na tom může mít jednak sám autor, který několikrát své názory měnil, jednak jeho žáci, protože nedospěli k definitivnímu řešení všech důležitých otázek. Podobné „nepřesnosti“  lze nalézt také v Marrových životopisných údajích.
Pomyslné centrum směru můžeme spatřovat v tzv. jafetické teorii, kterou se Marr soustavně zabýval prakticky po celý život. Podle jeho slov tato teorie sleduje „život jazyka vůbec, počíná samým počátkem zrození řeči, počíná na samém počátku jeho historie a dosahuje linie spojující rozhraní světa nemluvícího se světem mluvícím a dále jde cestou rozvoje řeči po stupních, jak se vyvíjely v době předhistorické; s druhé strany sleduje tvoření složených jazyků, vzniklých cestou míšení s jazyky jafetickými, zvláště jazyků evropských, tak zvaného indoevropského původu; odhaluje nám možnost vystopovat vzestupný rozvoj jazyka vůbec až do naší doby a napřed stanovit, jak se bude vyvíjet v budoucnu.“
Marr tím oponuje tradičnímu schématu jazykového vývoje, podle něhož indoevropské jazyky vycházejí z jednoho prajazyka, který se ve 3. tisíciletí př. Kr. rozštěpil v indoíránskou, arménskou, řeckou, italickou, albánskou, keltskou, germánskou, baltskou a slovanskou jazykovou větev. Jeho učení čerpá z prvních projevů dorozumívání, z otázky vzniku lidské řeči. Všechny jazyky tak měly vzniknout ze čtyřelementového základu tvořeného slabikami sal, ber, jon a roš, z něhož poté vycházela veškerá slovní zásoba. Marr dále tvrdil, že již před vznikem jazykových rodin existovalo množství jazyků a teprve později začal probíhat proces historického vytváření kmenových, národnostních a národních jazyků.
Podle badatelova mínění indoevropeistika nebere v úvahu sociální vztahy, vlivy hospodářství, techniky, míšení, splývání a srůstání jazyků. On naopak vliv společnosti na jazyk zdůrazňoval; vznik řeči je pevně svázán s rozvojem prvních společenských forem. Jazyk a myšlení vytvářejí dialektickou jednotu, v níž si oba zachovávají své vlastnosti. 
Vznik řeči pojal N. J. Marr takto: „Zvuková řeč vznikla na určitém stupni rozvoje materiální kultury, neboť do vzniku výrobních nástrojů nebylo a nemohlo být zvukové řeči. A podobně až do určitého okamžiku další epochy nového rozmachu v technice výroby a s ním spojenými změnami v sociální struktuře, v sociálním bytí, nebylo a nemohlo být logického myšlení.“ S tím dále souvisela i jednota glotogonického procesu, která nemá znamenat, že jazyky jsou po formální stránce totožné. Lze ale pozorovat významné rozdíly ve stavbě věty a tvoření slov. Jazykům tak není společná formální stránka, ale její obsah, který je vyjadřován různými mluvnickými prostředky. Formální rozdíly jsou dány řadou historických příčin.  Dorozumívání slouží nejen významový obsah věty a slovní sémantika, ale i pomocné mluvnické formy. K odhalení historického procesu v jazyce použil Marr zejména lexikální materiál. Pro jednotu glotogonického procesu musel přihlížet také k morfologii a skladbě. Tímto krokem byl přenesen hlavní důraz na stádium stavby věty a stavby slova. S tezemi N. J. Marra souvisí také problematika stadiálnosti a k ní přináležející srovnávací lingvistická analýza.
Stadiální analýza zkoumá základní změny v jazykové struktuře. Stadiálnost v pracích tehdejších ruských lingvistů nastupuje místo evoluční teorie. Podle Marra znamená stupňovité přechody z jednoho stavu jazykové stavby do druhého. Tyto přechody se projevují jako prudké skoky vedoucí ke vzniku nové kvality. Zahrnují celou strukturu jazyka v jeho hlavních stránkách gramatické stavby, přičemž kvalitativní změny zasahují nejen větnou stavbu, ale také jednotlivé jazykové jevy. Jedním z rozhodujících činitelů při těchto skocích je křížení, kdy se ze dvou jazyků stane jazyk nový.
Patrick Sériot jmenuje základní teze Marrovy teorie, jak je shrnul jeho následovník a žák Ivan Ivanovič Meščaninov:
- všechny jazyky jsou různými projevy jednotného průběhu vývoje lidské řeči;
- různé druhy jazyků procházejí jednotlivými posloupnými stádii;
- tato stádia se vyznačují specifickými rysy vztahujícími se k vymezeným skupinám lidí, kteří v té době žijí a mají stejné socioekonomické potřeby a určitou představu o světě;
- vzniklé jazyky jsou charakterizovány soubory specifických rysů, podle nichž se seskupují do jednotlivých systémů;
- charakteristické rysy stádií, systémů i jednotlivých jazyků jsou nestálé, podléhají změnám a v důsledku toho se porušuje rovnováha celku, což vede k přechodu z jednoho stádia do druhého (Sériot 2002, 141).

## Směr v kontextu evropské lingvistiky
V československé jazykovědě měl marrismus nepatrný ohlas, někteří lingvisté se k němu přihlásili pouze z politických důvodů. V SSSR vedl k paralyzaci a stagnaci ruské jazykovědy, neboť vycházel z idealistického pojetí přírody, lidské společnosti a jejich vývoje. Překážkou pro další rozvoj byl především nesprávný poznávací princip. 
Svým idealistickým založením ztrácela ruská jazykověda v odborných kruzích na prestižnosti. Mimo SSSR nebyla jafetická teorie vůbec přijata. Byla označena za „sovětskou propagandu“ a „hlásnou troubu bolševictví“.

## Kritika
Diskuze týkající se marrismu vypukla v roce 1950 v časopise Pravda. Díky arakčejevskému režimu dosáhly Marrovy myšlenky výsadního postavení a jejich propagátoři chtěli, aby byly uznány jako jediná správná marxistická jazykovědná teorie. Odpůrci byli označováni jako „formalisté“, zbavováni funkcí a nebylo jim umožněno vydávat své práce. Mezi významné kritiky marrismu patřil Viktor Vinogarov, L. A. Bulachovskij, Lav Jakubinskij, Dmitrij Vladimirovič Bubrich a další.
Diskuzi zahájil A. Š. Čikobava, jeden z největších kritiků marrismu. Obratem mu odpověděl I. I. Meščaninov, Marrův žák, který se, přestože kritizoval některé jeho teze (například paleontologickou analýzu podle čtyř elementů), snažil se obhájit centrum teorie: pojetí jazyka jako „společenské nadstavby“ a stadiální vývoj jazyka kvalitativními skoky.
Čtyři elementy obhajoval F. P. Filin, který až do krajnosti s Marrem sympatizoval. Významnou statí přispěl V. Vinogradov, jenž neodmítl veškeré Marrovo učení, ale zaměřil se na nejslabší místo, a to příbuznost jazyků, zejména slovanských. Podle něj se sovětská jazykověda nemůže omezovat pouze na marrismus
Na Marrovu manipulaci s daty upozornil prof. L. A. Bulachovskij. Zároveň poukázal na nový problém, a tím je otázka bilingvismu. 
Nejvýznamnějším diskutérem byl J. V. Stalin. Podle něj byl Marr „pouze zjednodušovatelem a vulgarizátorem marxismu“ a jeho učení bylo „plné chyb, špatně definovaných problémů a útržkovitých návrhů“. Ve své stati rozebral a zkritizoval základy marrismu, představil obecnou teorii jazyka založenou na marxismu a jeho představě o vzniku a vývoji jazyka. Podle Stalina marrismus znemožnil jazykovědě plnit její hlavní úkol, tj. „studium vnitřních zákonů vývoje jazyka“ tím, že „povýšeně pohrdá každým pokusem o studium skupin jazyků jako projevem teorie prajazyka. Vskutku však nelze popírat, že jazyková příbuznost takových národů, jako jsou slovanské, je nepochybná a že studium jazykové příbuznosti těchto národů mohlo by jazykovědě přinést velký užitek při studiu zákonů vývoje jazyka“.
Jak Stalin dále uvádí, jazyk není jen „nadstavbou“, tedy jakýmsi nenutným doplněním společnosti, ale slouží celé společnosti, nezávisle na postavení, a je spjat s výrobní činností člověka